# 산도나토발디코미노
산도나토발디코미노(이탈리아어: San Donato Val di Comino)는 이탈리아 라치오주 프로시노네도에 위치한 코무네다. 로마로부터 동쪽 110km, 프로시노네로부터 동쪽 40km 거리에 있다.